# Miriquidica scotopholis
Miriquidica scotopholis är en lavart som först beskrevs av Edward Tuckerman, och fick sitt nu gällande namn av B. D. Ryan & Timdal. Miriquidica scotopholis ingår i släktet Miriquidica och familjen Lecanoraceae.   Inga underarter finns listade i Catalogue of Life.